# Премия Леони Соннинг
Премия Леони Соннинг (дат. Léonie Sonnings musikpris) — международная премия в области академической музыки, присуждаемая в Дании. Первое присуждение состоялось в 1959 году как разовая акция, с 1965 года премия присуждается ежегодно. Учреждена Леони Соннинг (1894—1970), вдовой писателя Карла Йохана Соннинга. Материальное содержание премии составляет 300 000 датских крон. Церемония награждения включает концерт с участием лауреата, проходящий, как правило, в Копенгагене.
Помимо основной премии, Фонд Леони Соннинг присуждает также гранты молодым музыкантам, преимущественно из стран Северной Европы. Стипендиатом 1982 года был, в частности, Эса-Пекка Салонен.

## Лауреаты
- 1959 Игорь Стравинский (1882—1971)
- 1965 Леонард Бернстайн (1918—1990)
- 1966 Биргит Нильссон (1918—2005)
- 1967 Витольд Лютославский (1913—1994)
- 1968 Бенджамин Бриттен (1913—1976)
- 1969 Борис Христов (1914—1993)
- 1970 Серджу Челибидаке (1912—1996)
- 1971 Артур Рубинштейн (1887—1982)
- 1972 Иегуди Менухин (1916—1999)
- 1973 Дмитрий Шостакович (1906—1975)
- 1974 Андрес Сеговия (1893—1987)
- 1975 Дитрих Фишер-Дискау (1925—2012)
- 1976 Могенс Вёльдике[англ.] (1897—1988)
- 1977 Оливье Мессиан (1908—1992)
- 1978 Жан-Пьер Рампаль (1922—2000)
- 1979 Дженет Бейкер (род. 1933)
- 1980 Мари-Клер Ален (1926—2013)
- 1981 Мстислав Ростропович (1927—2007)
- 1982 Айзек Стерн (1920—2001)
- 1983 Рафаэль Кубелик (1914—1996)
- 1984 Майлз Дэвис (1926—1991)
- 1985 Пьер Булез (1925—2016)
- 1986 Святослав Рихтер (1915—1997)
- 1987 Хайнц Холлигер (род. 1939)
- 1988 Петер Шрайер (1935—2019)
- 1989 Гидон Кремер (род. 1947)
- 1990 Дьёрдь Лигети (1923—2006)
- 1991 Эрик Эриксон
- 1992 Георг Шолти
- 1993 Николаус Арнонкур (1929—2016)
- 1994 Кристиан Цимерман
- 1995 Юрий Башмет
- 1996 Пер Нёргор
- 1997 Андраш Шифф
- 1998 Хильдегард Беренс
- 1999 София Губайдулина
- 2000 Михала Петри
- 2001 Анне-Софи Муттер
- 2002 Альфред Брендель (1931—2025)
- 2003 Дьёрдь Куртаг
- 2004 Кит Джаррет
- 2005 Джон Элиот Гардинер
- 2006 Йо Йо Ма
- 2007 Ларс Ульрик Мортенсен
- 2008 Арво Пярт
- 2009 Даниэль Баренбойм
- 2010 Чечилия Бартоли
- 2011 Кайя Саариахо
- 2012 Жорди Саваль
- 2013 Саймон Рэттл
- 2014 Мартин Фрёст
- 2015 Томас Адес
- 2016 Герберт Блумстедт
- 2017 Леонидас Кавакос
- 2018 Марис Янсонс
- 2019 Ханс Абрахамсен[англ.]
- 2020 Барбара Ханниган (род. 1971)
- 2021 Чин Ынсук (род. 1961)
- 2022 Пьер-Лоран Эмар (род. 1957)
- 2023 Эвелин Гленни (род. 1965)
- 2024 Эмманюэль Паю (род. 1970)